# GNOME Terminal
GNOME terminal, також відомий як gnome-terminal — це емулятор терміналу, написаний Ейвоком Пеннінгтоном та іншими. Це частина вільного набору програм GNOME. Термінал дозволяє користувачам GNOME виконувати команди, використовуючи справжній UNIX shell з графічної оболонки. Це дозволяє пересувати вікно терміналу, змінювати його розміри і переміщувати на інший робочий стіл, так само, як і будь-яке вікно GNOME. 
GNOME Terminal подібний до емулятора терміналу xterm, має майже такий же набір функцій. Головні доповнення — підтримка кольорового тексту (виконання команди  ls —color=auto добре демонструє використання цієї функції), і курсор всередині вікна. Підтримка курсора звичайно використовується в додатках, заснованих на бібліотеці ncurses, для використання меню або кнопок, що, зазвичай, реагують на клавіатуру. Програма aptitude використовує цю функцію. GNOME Terminal частково сумісний з xterm.. Новіші версії підтримують компонування та прозорість, так само, як і вкладки. У GNOME, який забезпечує допоміжний сервер, що підтримує авто-URL (тобто робить посилання видимими у терміналі, що спрощує відкриття їх у браузері, ftp чи поштовому клієнті через копі-паст).
Більша частина функціональності GNOME Terminal забезпечена віджетом VTE. Як VTE, так і Gnome Terminal написані на мові С